# Cantone di Lorgues
Il Cantone di Lorgues era una divisione amministrativa dell'arrondissement di Draguignan.
È stato soppresso a seguito della riforma complessiva dei cantoni del 2014, che è entrata in vigore con le elezioni dipartimentali del 2015.
Comprendeva i comuni di:
- Les Arcs-sur-Argens
- Lorgues
- Taradeau
- Le Thoronet